# Вірівська сільська рада
Вірівська сільська рада (деколи — Веровська сільська рада) — колишня адміністративно-територіальна одиниця та орган місцевого самоврядування в Городницькому районі Київської та Житомирської областей УРСР з адміністративним центром у селі Вірівка.

## Населені пункти
Сільській раді на момент ліквідації були підпорядковані населені пункти:
- с. Вірівка

## Історія та адміністративний устрій
Створена 7 квітня 1933 року, відповідно до постанови президії Київського ОВК «Про утворення 3 нових сільрад в Городницькому районі — Перелісянської, Веровської та Курчицько-Гутської», в колонії Вірівка Малоцвілянської сільської ради Городницького району Київської області.
Станом на 1 вересня 1946 року сільрада входила до складу Городницького району Житомирської області, на обліку в раді перебувало с. Вірівка.
Ліквідована 11 серпня 1954 року, відповідно до указу Президії Верховної ради УРСР «Про укрупнення сільських рад по Житомирській області»; територію та с. Вірівка включено до складу Малоцвілянської сільської ради Городницького району Житомирської області.